# Quercus lamellosa
Quercus lamellosa Sm. – gatunek roślin z rodziny bukowatych (Fagaceae Dumort.). Występuje naturalnie w Indiach, Nepalu, Bhutanie, Mjanmie, Tajlandii oraz południowych Chinach (w Tybecie, Junnanie i zachodniej części Kuangsi). 

## Morfologia
PokrójZimozielone drzewo dorastające do ponad 30 m wysokości. Pień osiąga do 1,5–2,5 m średnicy. Kora jest szorstka i ma szarobrązową barwę. Młode gałązki są żółtawo owłosione, lecz z czasem stają się nagie.
LiścieBlaszka liściowa jest skórzasta i ma owalnie eliptyczny kształt. Mierzy 15–35 cm długości oraz 5–10 cm szerokości, jest w ⅔ długości ząbkowana na brzegu licząc od wierzchołka, ma zazwyczaj klinową nasadę (czasami może być zaokrąglona) i wierzchołek od spiczastego do ogoniastego. Górna powierzchnia jest błyszcząca i naga, natomiast od spodu mają białawą, lekko niebieskozieloną barwę z cienkimi, gwiaździście ułożonymi włoskami.  pod z cienkiej, gwiaździstego owłosione; Mają 18–30 par żył drugorzędnych. Żyłki trzeciorzędne są widoczne od spodu. Ogonek liściowy jest nagi i ma 3–5 cm długości.
KwiatySą rozdzielnopłciowe. Kwiaty męskie są zebrane w kotki krótsze niż liście.
OwoceDuże spłaszczone orzechy zwane żołędziami, są gładkie, dorastają do 2–3 cm długości i 3–4 cm średnicy. Osadzone są pojedynczo w siedzących miseczkach mierzących 2–3 cm długości i 3–4 cm średnicy. Orzechy otulone są w miseczkach do 65–80% ich długości. Miseczki mają 7–10 współosiowych pierścieni z łuszczącymi się krawędziami w okresie dojrzewania owoców. Zwieńczone są trwałym stylopodium o grubości 5 mm.

## Biologia i ekologia
Preferuje miejsca wilgotne. Występuje na wysokości od 1300 do 2700 m n.p.m. Kwitnie od kwietnia do maja, natomiast owoce dojrzewają w listopadzie następnego roku. 

## Zmienność
W obrębie tego gatunku wyróżniono jedną odmianę:
- Quercus lamellosa var. nigrinervis (Hu) Z.K.Zhou & H.Sun